# Sironi editore
Sironi editore è una casa editrice italiana di proprietà del gruppo editoriale Alpha Test. Fondata a Milano nel 2002, pubblica libri di narrativa e divulgazione scientifica, ma anche diari, reportage, testi teatrali e libri per ragazzi.

## Storia
Nel 2002 i fondatori di Alpha Test (i fratelli Alberto e Renato Sironi e Massimiliano Bianchini) decidono di varare un nuovo marchio editoriale dedicato inizialmente alla narrativa e alla divulgazione scientifica. I primi quattro libri sono Pubblico/Privato 0.1 di Giuseppe Caliceti, Piramidi di Elio Paoloni, Dialogo sull'amore di Paolo Nelli, Dopoguerra di Guido Barbijaud.
Numerosi scrittori hanno esordito nella narrativa con Sironi per poi approdare a case editrice di maggior grandezza e diffusione. È questo il caso di Tullio Avoledo, Leonardo Colombati, Giorgio Falco, Nicola Gardini, Alberto Garlini, Laura Pugno, Maurizio Torchio.
Nel 2012 Sironi ha avviato un nuovo progetto dedicato alla letteratura per l'infanzia: la collana Semi di zucca.
Il 14 marzo 2017 il 70% di Alpha Test è acquisito dalla società di private equity indipendente Aksìa Group SGR..

## Le collane

### Indicativo presente
È la prima collana pubblicata da Sironi, ideata dallo scrittore Giulio Mozzi che ne ha seguito lo sviluppo fino al 2009; è dedicata alla narrazione del presente. La collana è stata protagonista di alcuni casi editoriali di interesse nazionale per l'alto valore civile di cui si sono fatti portatori: La messa dell'uomo disarmato – Un romanzo sulla Resistenza (2003), di Luisito Bianchi, è stato pubblicato da Sironi nel 2003 dopo essere circolato per anni in un formato autoprodotto. Giunse, proprio tramite il passaggio di mano in mano, a Paola Borgonovo, responsabile di redazione, che, riconoscendone il valore, lo propose per la pubblicazione. Umberto Ambrosoli, in Qualunque cosa succeda (2009, Premio Terzani 2010), racconta a più di trent'anni di distanza la storia del padre Giorgio, commissario liquidatore della Banca Privata di Michele Sindona, ucciso a Milano da un killer la notte tra l'11 e il 12 luglio 1979.
Tra gli altri titoli:
- Laura Pugno, Sleepwalking (2002)
- Franco Arminio, Viaggio nel cratere (2003)
- Cosimo Argentina, Cuore di cuoio (2004)
- Giorgio Falco, Pausa caffè (2004), finalista Premio Chiara 2005
- Maurizio Torchio, Tecnologie affettive (2004)
- Grazia Verasani, From Medea (2004)
- Giulio Mozzi, Questo è il giardino (2005, prima edizione 1993)
- Nicola Gardini, Lo sconosciuto (2007)
- Renzo Tomatis, L'ombra del dubbio (2008)
- Silvia Bonucci, Distanza di fuga (2010)

### Questo e altri mondi
Questa collana è dedicata alla narrativa di intrattenimento. Oltre ad aver ospitato i primi tre romanzi di Tullio Avoledo (L'elenco telefonico di Atlantide, 2003; Mare di Bering, 2003; Lo stato dell'unione, 2006), la collana ha scommesso su autori di valore come Leonardo Colombati di Perceber (2005), o Alberto Garlini di Fútbol bailado (2004). In questa collana è inserito anche Davide (2009, finalista del Premio Campiello nel 1976), un romanzo di Carlo Coccioli, la cui ripubblicazione da parte di Sironi, su proposta di Giulio Mozzi, è divenuta occasione di riscoperta dell'opera di questo grande e prolifico autore del secondo Novecento.
Un'altra importante ripubblicazione è quella del romanzo Lo zar non è morto (2005), di ispirazione futurista, scritto negli anni venti dal Gruppo letterario dei Dieci, un collettivo di scrittori futuristi e d'avanguardia di cui facevano parte Filippo Tommaso Marinetti, Massimo Bontempelli, Lucio D'Ambra.
In questa collana hanno trovato spazio anche autori stranieri, come la svizzera Anna Cuneo, con Il maestro di Garamond (2010), il britannico Ned Beauman con Pugni, svastiche e scarabei (2011), e il francese Thomas B. Reverdy con L'ombra vuota (2011), un'opera quest'ultima ispirata dai tragici fatti dell'11 settembre.
Tra gli altri titoli:
- Massimo Cassani, Sottotraccia (2008) e Pioggia battente (2009)
- Fabio Bussotti, L'invidia di Velàzquez (2008)
- Maurizio Ferrara, Franco Foschi, Passione 1820 (2009)
- Alex Penzo, Giovanni Bognetti, Negare l'evidenza (2009)
- Paolo Cherubini, Histoire d'amour (2010)

### Galápagos
Ideata e diretta fino al 2011 da Martha Fabbri, è una collana che parla di scienza, prediligendo linguaggi che si discostano dai canoni della saggistica tradizionale. Pubblica biografie, documenti storici, romanzi, diari, inchieste, e pièce teatrali, come quella rappresentata nei teatri di tutto il mondo, che inaugurò la collana: Copenaghen (2003).
Tra gli altri titoli:
- Robert Ghattas, Insalate di matematica (2004)
- Fabio Toscano, Il genio e il gentiluomo (2004), Il fisico che visse due volte (2008), La formula segreta (2010), Per la scienza, per la patria (2011)
- Jeremy Bernstein, David Cassidy, Il club dell'uranio di Hitler (2005)
- Silvia Bencivelli, Perché ci piace la musica (2007)
- Marco Malaspina, La scienza dei Simpson (2007)
- Jim Ottaviani, Leland Purvis, Un pensiero abbagliante (2007)
- Gianna Milano, Mario Riccio, Storia di una morte opportuna (2008)
- Nicola Nosengo, L'estinzione dei tecnosauri (2008)
- Anna Maria Lombardi, a cura di, Il Sogno di Keplero (2009)
- Carlo Alberto Redi, Il biologo furioso (2011), finalista Premio letterario Galileo 2012
- Gian Piero Piretto, La vita privata degli oggetti sovietici (2012)
- Persio Tincani, Perché l'antiproibizionismo è logico e morale (2012)

### I ferri del mestiere
- Nicola Gardini, Come è fatta una poesia (2007)
- Massimiliano Morini, La traduzione (2007)

### Spore
- Giuseppe Braga, Ma tu lo conosci Joyce? (2006)
- Marino Magliani, Quattro giorni per non morire (2006)
- Ivano Bariani, Il precursore (2007)
- Marino Magliani, Il collezionista di tempo (2007)
- Rossella Messina, Pensavopeggio (2007)
- Roberta Scotto Galletta, Manicure corner (2007)

### Altri titoli fuori collana
- Leonardo Colombati, Bruce Springsteen – Come un killer sotto il sole (2007)
- Leonardo Colombati (a cura di), Nebraska. Bruce Springsteen (2012)
- Umberto Ambrosoli, Liberi e senza paura (2013)

## Sironi ragazzi - Semi di zucca
Nel 2012 nasce un nuovo progetto, Sironi ragazzi, che esordisce nell'editoria per ragazzi con la collana Semi di zucca: albi illustrati per bambini dai 5 agli 8 anni che raccontano storie ambientate nei Paesi del mondo.
- Illustrato da Anna Godeassi, Con la testa tra le spezie (2012)
- Illustrato da Bimba Landmann, Il banco di nonno Barbalunga (2012)
- Illustrato da Rashin Kheyrieh, Se io fossi il sindaco (2013)
- Illustrato da Kim Hyeon-rye, Il mercante di Venezia (2013)